# Буялък
Буялък (на украински: Буялик) е селище от градски тип в Южна Украйна, Березивски район на Одеска област. Населението му е около 4898 души.
Основано през 1927 година от жители на близкото българско село Голям Буялък (по това време вече преименувано на Благоево), до 1957 година селището също се нарича Великий Буялик.